# Falò - Fuoco alpino
Falò - Fuoco alpino (Höhenfeuer) è un film del 1985 diretto da Fredi M. Murer.

## Riconoscimenti
- 1985 - Festival del cinema di Locarno
  - Pardo d'Oro